# Grace Memorial Hospital
Grace Memorial Hospital era uma unidade hospitalar localizada no município de Wagner, antigamente chamada de cidade Ponte Nova, no estado da Bahia. Foi  inaugurado em 1926 pela Missão Presbiteriana no Brasil.

## História
Sua criação está relacionada com a Missão Central do Brasil, uma missão presbiteriana que veio ao Brasil com o intuito de divulgar sua mensagem religiosa. Criou o Instituto Ponte Nova  em 1906 nas terras da Fazenda Ponte Nova, com o objetivo de educar e evangelizar a região. Para prestar assistência médica inicialmente aos professores e alunos desta instituição, foi enviado ao Brasil o médico e missionário norte-americano Wagner Welcome Wood em 1916, dando início assim ao Grace Memorial Hospital que foi concluído em 1925 e inaugurado em 1926. Seu nome é uma homenagem à esposa de Wagner, que faleceu em 1921.
Logo após revalidar seu diploma em 1919, Wagner começou a prestar seus serviços em uma sala do colégio local e atender diversos pacientes da região. A quantidade crescente de atendimentos reforçava a necessidade de criar uma unidade hospitalar.
O primeiro hospital oferecia os serviços de clínica médica, cirurgia, ginecologia, pediatria, urologia, Raio-X, além de possuir laboratório e enfermarias masculina e feminina. Em 1932 foi inaugurada a Escola de Enfermagem, ao lado do hospital.
Em 1954, Walter Wood retorna aos Estados Unidos e em 1959, Jonas de Araújo incorpora-se ao time médico do hospital, exercendo as atividades de  cirurgião e clínico. Em 1971, com a missão presbiteriana suspendendo os trabalhos no Brasil e a falta de interesse dos órgãos governamentais em dar continuidade ao hospital, o Grace Memorial Hospital foi fechado.
Em 1976, Jonas de Araújo conseguiu adquirir as propriedades do hospital e ele foi reaberto em 1985. Porém em 2007 com o seu falecimento, as atividades da entidade foram reduzidas até terminar em seu encerramento.
Atualmente encontra-se no local o Hospital e Maternidade Ponte Nova.

## Acervo
Os prontuários médicos e as fichas de pacientes atendidos entre o período de 1955 e 1971 foram doados à Universidade do Estado da Bahia.